# 1001 (getal)
Het natuurlijk getal 1001 (duizend en een) volgt op 1000 en gaat vooraf aan 1002.
Het is het kleinste oneven getal van vier cijfers. Bovendien is 1001 het product van drie opeenvolgende priemgetallen, namelijk 7, 11 en 13.

## Nederlands
- 1001 heeft in het Nederlands de betekenis "heel veel", bijvoorbeeld in de zin "Ik heb nog 1001 dingen te doen." In letters uitgeschreven wordt het dan duizend-en-een, terwijl het exacte getal zónder koppeltekens (duizend en een) geschreven wordt.[1]
- 1001 is een palindroomgetal.